# Cephalotes unimaculatus
Cephalotes unimaculatus is een mierensoort uit de onderfamilie van de Myrmicinae. De wetenschappelijke naam van de soort is voor het eerst geldig gepubliceerd in 1853 door Smith, F..